# Gouvernement Houphouët-Boigny VIII
Pour les articles homonymes, voir Gouvernement Houphouët-Boigny.
Première République
Houphouët-Boigny VII Houphouët-Boigny IX
Le gouvernement de Félix Houphouët-Boigny VIII (24 juillet 1974- 4 mars 1976) est le huitième de la Première République de Côte d'Ivoire.
Il remplace le gouvernement Houphouët-Boigny VII (formé en 1971). Les 36 membres sont tous issus du PDCI, parti unique à cette époque. Ce gouvernement se distingue d'avec les précédents par de nombreux changements : des changements d'attribution, la création de 13 nouveaux postes (le précédent possédait 22 membres) dont pour la première fois des secretaires d'état, le retour du ministère de l'Éducation nationale mais toujours pas de Premier ministre.

## Composition
- Président de la République : Félix Houphouët-Boigny

### Ministres d'État
- Auguste Denise
- Chargé de l’Intérieur : Mathieu Ekra
- Chargé du Tourisme : N'Dia Koffi Blaise
- Germain Coffi Gadeau
- Chargé des Relations avec l’Assemblée nationale : Loua Diomandé

### Ministres
| Poste                                               | Nom                  | Observations             |
| --------------------------------------------------- | -------------------- | ------------------------ |
| Justice                                             | Camille Alliali      | -                        |
| Eaux et Forêts                                      | Nanlo Bamba          | Nouveau poste            |
| Affaires étrangères                                 | Arsène Usher Assouan | -                        |
| Défense et service civique                          | Blé Kouadio M’Bahia  | -                        |
| Économie et finances                                | Henri Konan Bédié    | -                        |
| Fonction publique                                   | Joseph Tano Ehué     | Nouveau poste            |
| Construction et Urbanisme                           | Alexis Thierry Lebbé | -                        |
| Plan                                                | Mohamed Diawara      | -                        |
| Éducation nationale                                 | Paul Yao Akoto       | Nouveau poste            |
| Information                                         | Laurent Dona Fologo  | Changement d'attribution |
| Commerce                                            | Maurice Séri Gnoléba | Nouveau poste            |
| Jeunesse, Éducation populaire et Sports             | Étienne Ahin         | -                        |
| Postes et Télécommunications                        | Souleymane Cissoko   | -                        |
| Agriculture                                         | Abdoulaye Sawadogo   | -                        |
| Recherche scientifique                              | Jean Lorougnon Guédé | Nouveau poste            |
| Enseignement technique et Formation professionnelle | Ange Barry Battesti  | -                        |
| Santé publique et Population                        | Hippolyte Ayé        | -                        |
| Travaux publics et Transport                        | Désiré Boni          | Changement d'attribution |
| Production animale                                  | Dicoh Garba          | -                        |
| Travail et Affaires sociales                        | Albert Vanié Bi Tra  | -                        |

### Secrétaires d'État
| Poste                                                           | Nom                      |
| --------------------------------------------------------------- | ------------------------ |
| Chargé du Budget                                                | Abdoulaye Koné           |
| Chargé des Mines                                                | Paul Gui Dibo            |
| Chargé des Parcs nationaux                                      | Koffi Attobra            |
| Chargé de l’Enseignement primaire et de la Télévision éducative | Pascal N’Guessan Dikebie |
| Chargé des Affaires culturelles                                 | Jules Hié Néa            |
| À l'Intérieur                                                   | Gaston Ouassénan Koné    |
| Aux Affaires étrangères                                         | Clément Kaul Mélèdje     |
| Aux Postes et Télécommunications                                | Bangali Koné             |
| A la Marine                                                     | Lamine Fadika            |

## Source
- (fr) [PDF] 8e gouvernement de la Première République de Côte d'Ivoire  Document officiel - Gouv.ci